# Alvi
Alvi è una piccola frazione del comune di Crognaleto, che nasce tra i monti della Laga, in provincia di Teramo.

## Storia
La frazione vanta ormai molti anni di storia. I primi insediamenti risalgono al 1300, e proprio in quegli anni fu costruita la Chiesa di Santa Maria Apparens, dove sono conservati importanti affreschi. 

A metà '800 alcuni briganti trovarono nelle montagne di Alvi un sicuro rifugio. 

Le prime case furono costruite nei primi anni del '900. 
Nel 1909 il paese franò e fu ricostruito dopo la prima guerra mondiale da Benito Mussolini. 

Negli ultimi anni il numero delle case è aumentato sempre di più, ma le famiglie che oggi vi risiedono sono sempre un numero ridotto, infatti Alvi si pone maggiormente come méta turistica estiva.

## Feste tradizionali
- Sagra delle pennette alla pecorara (12 agosto)
- Festa della Madonna (15 agosto)
- Festa dell'Immacolata Concezione (8 dicembre)
- Festa della transumanza (giugno/luglio)

## Luoghi caratteristici

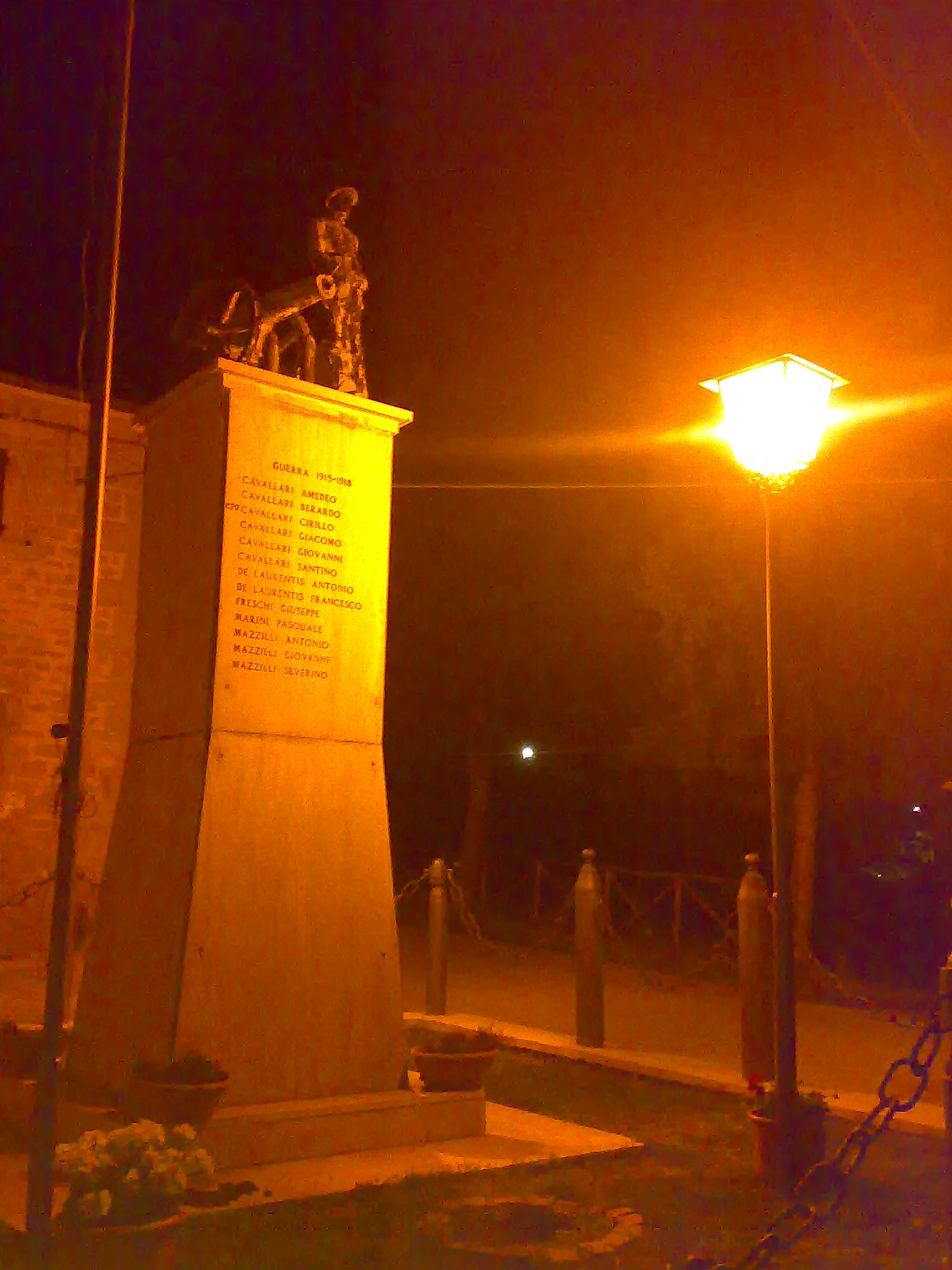
Monumento dedicato ai soldati di Alvi che morti nella Prima Guerra Mondiale

### Monumento ai caduti
Degno di visita è il monumento, posto all'entrata del paese, che tiene vivo il ricordo dei soldati alvanicchi caduti sul campo di battaglia nella prima guerra mondiale. 

Il monumento è formato da una colonna di marmo a 4 lati rettangolari sui quali sono scolpiti i nomi dei caduti a cui è dedicato, in cima vi è stata posta una statua in ferro che rappresenta un soldato con accanto un cannone. Tutta la struttura è appoggiata su un'aiuola recintata da colonne in ferro e rialzata dal terreno da una base in cemento.

### Fontanile
Un'altra luogo caratteristico di Alvi è il fontanile. 
Questa struttura fu costruita del popolo alvanicchio nel lontano 1937 e sin dall'inizio fu usata dalle donne del paese come lavatoio. Oggi con la scomparsa progressiva della vecchie tradizioni, il fontanile ha perso la sua funzione primitiva e oggi è spesso luogo di ritrovo per i ragazzi.
L'erosione del tempo e la poca cura da parte della popolazione ha portato alla parziale rovina della struttura che tuttavia rimane comunque un luogo significativo e importante del paese.

## Natura

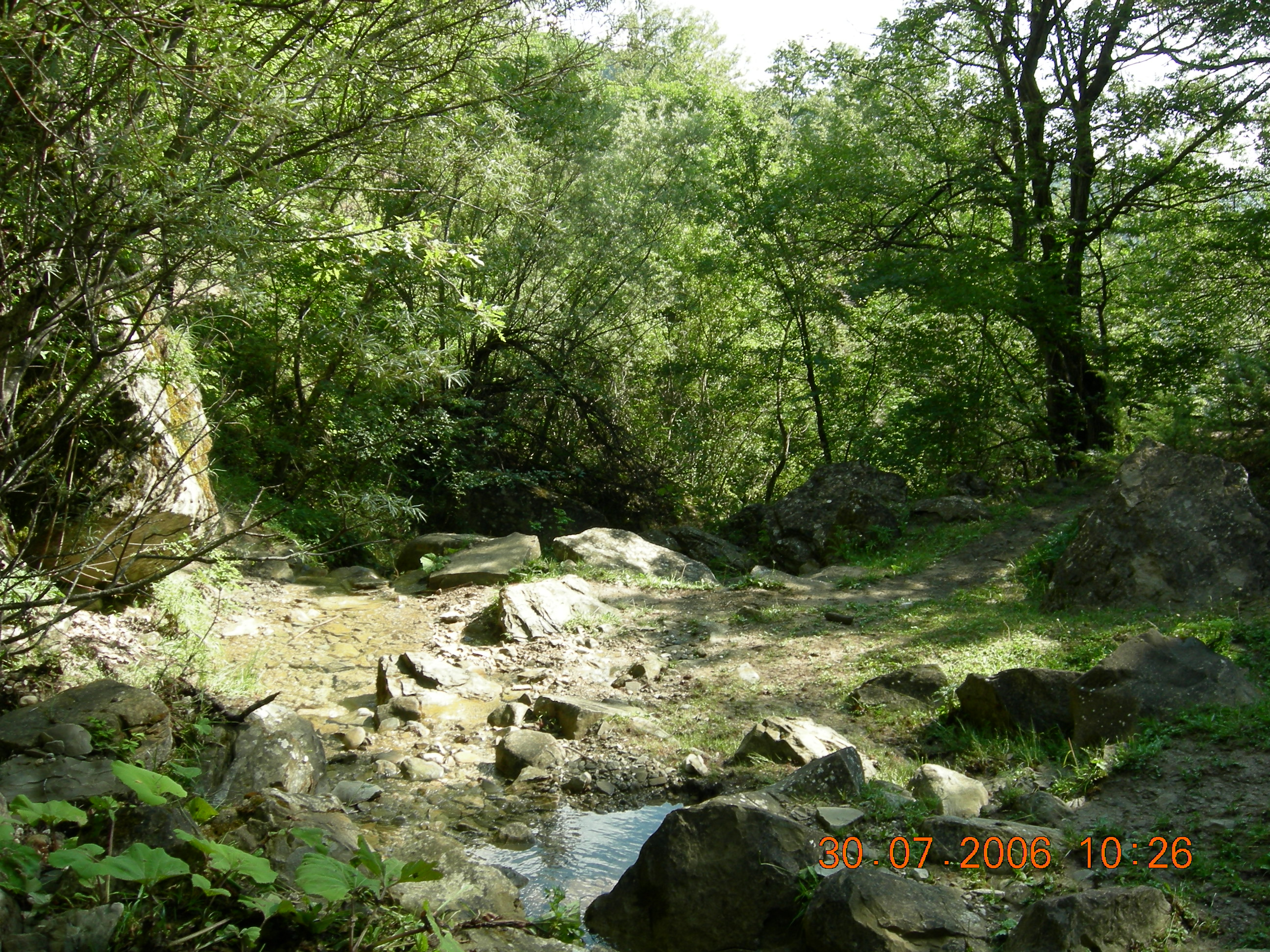
Ruscello che attraversa la montagna di Alvi

Il ruscello che scorre tra le montagne di Alvi è uno dei luoghi più caratteristici a livello paesaggistico e naturalistico del paese.
In cima alla montagna esiste una fonte d'acqua, che, per la sua purezza e la sua freschezza, viene chiamata Fonte Gelata.